# Thylamys velutinus
Thylamys velutinus är en pungdjursart som först beskrevs av Wagner 1842. Thylamys velutinus ingår i släktet Thylamys och familjen pungråttor. IUCN kategoriserar arten globalt som livskraftig. Inga underarter finns listade.
Pungdjuret förekommer i sydöstra Brasilien. Arten vistas där i landskapen Cerradon och Caatinga. Djuret äter insekter och små ryggradsdjur. Individerna är nattaktiva. En naturlig fiende är tornugglan.
Arten har gråaktig päls på ovansidan och krämfärgad päls på undersidan. En otydlig mörkare längsgående strimma på ryggens topp kan finnas och de svarta ringarna kring ögonen är likaså otydliga. På undersidan förekommer en ljus strimma från hakan till djurets anus. Svansens längd utgör bara cirka 75 procent av kroppens längd (huvud och bål) vad som skiljer Thylamys velutinus från andra släktmedlemmar. Undersidan på svansen är lite ljusare än toppen. Undersidan hår är nära roten gråa. Djuret kan lagra fett i svansen. Kroppslängden (huvud och bål) är 7,9 till 11,0 cm, svanslängden är 6,5 till 9,1 cm och vikten varierar mellan 13 och 35 g.